# Cymodusa convergator
Cymodusa convergator là một loài tò vò trong họ Ichneumonidae.